# 빌로호리우카

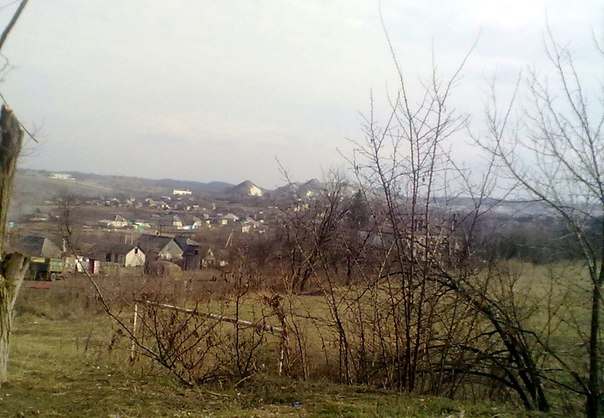

빌로호리우카(우크라이나어: Білогорівка, IPA: [b⁽ʲ⁾iɫoˈɦɔr⁽ʲ⁾iu̯kɐ], 러시아어: Белогоровка)는 우크라이나 동부 루한스크주 시에비에도네츠크 라이온에 있는 시골 정착지이다. 우크라이나의 흐로마다 중 하나인 리시찬스크 도시 흐로마다에 위치하고 있다. 루한스크 중심부에서 북서쪽으로 약 88km(55마일), 시비에도네츠크에서 서남서쪽으로 25km(16마일) 떨어진 곳에 위치해 있다. 인구는 0명이다. (2024년 추정)
2023년 8월 기준, 빌로호리우카는 루한스크주에 있는 몇 안 되는 정착지 중 하나였으며, 러시아가 우크라이나를 침공하는 동안 여전히 우크라이나 군대의 통제하에 있었고, 우크라이나 군대는 정착지를 점령하려는 러시아 군대의 시도를 격퇴했다. 2024년 5월 20일, 러시아 국방부는 러시아군이 마을을 점령했다고 주장했다.

## 인구
| 연도 | 인구  | ±%     |
| ---- | ----- | ------ |
| 1959 | 2,996 | —      |
| 1968 | 1,815 | −39.4% |
| 1979 | 1,429 | −21.3% |
| 1989 | 1,347 | −5.7%  |

| 연도 | 인구  | ±%     |
| ---- | ----- | ------ |
| 2001 | 1,186 | −12.0% |
| 2011 | 976   | −17.7% |
| 2022 | 808   | −17.2% |